# Langbold
Langbold er et slagboldspil for to hold a 11 deltagere. Langbold var det dominerende boldspil i Danmark i sidste halvdel af 1800-tallet.